# Union sportive olympique nivernaise
El Union sportive olympique nivernaise és un club de Rugbi a 15 que juga a la Pro D2. El club es va fundar l'1 d'agost del 1903.